# Четвёрка (фильм)
«Четвёрка» (порт. O Quatrilho) — фильм бразильского режиссёра Фабио Баррету (члена известной бразильской киносемьи Баррету) по одноимённому роману Жозе Клементе Позенату. Альтернативный перевод, по которому фильм тоже известен: Ноль с четвертью.

## Описание
Этот фильм стал вторым по счету за всё время существования бразильского кинематографа, выдвинутым на «Оскар» в номинации «лучший фильм на иностранном языке» (первым был фильм режиссёра Анселмо Дуарте «Исполнитель обета» в 1962 г).

## Сюжет
1910 год, Бразилия. Две молодые семейные пары, иммигрировавшие из Италии в Бразилии делят между собой один дом. Так случилось, что жена одного мужа (Тереза) заинтересовалась мужем другой (Массимо) и не безответно. Втайне от своих супругов они решают бежать чтобы начать всё заново в другом месте.

## В ролях
- Глория Пирес …. Пиерина
- Патрисия Пилар …. Тереза
- Алешандри Патерност …. Анжело
- Бруно Кампос …. Массимо
- Педро Паренти …. Искариот
- Элиане Брагьироли …. тетя Жема
- Джанфранческо Гварньери …. падре Жиоббе
- Жозе Левгой …. Рокко
- Сесил Тире …. падре Жентиле
- Жозе Виктор Кастиел …. Миру
- Антониу Карлос Пирес …. Аурелиу
- Фабио Баррету …. Гаудерио

## Награды
- 1995 — Гаванский кинофестиваль: 
 лучшая актриса (Глория Пирес) 
Лучший художник — Пауло Флаксман 
лучшая музыка — Каэтану Велозу, Жак Мореленбаум
- 1996 — премия «APCA trophy» (Сан-Паулу):

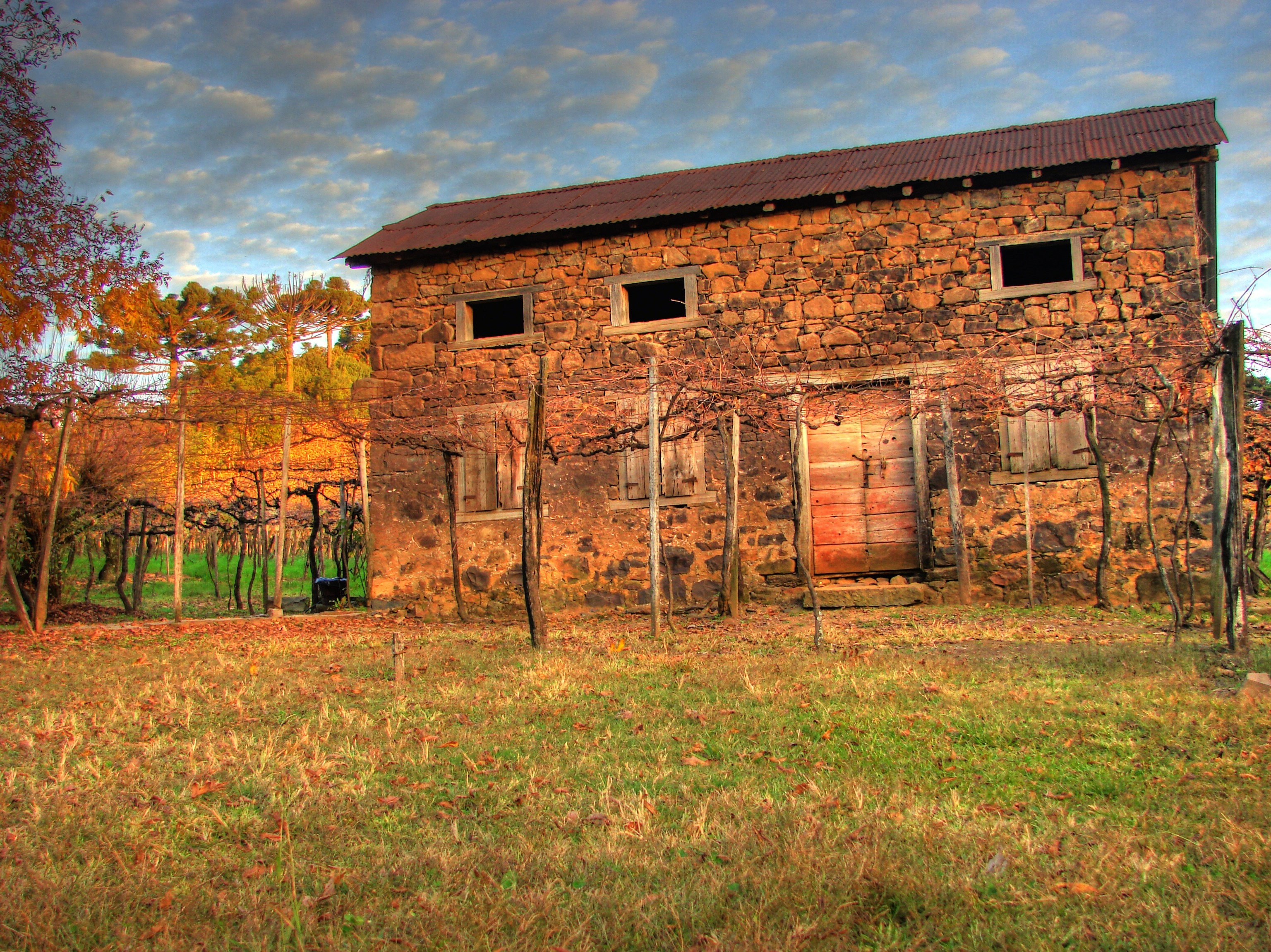
Одно из мест (Casa Strapazzon), где проходили съёмки фильма.

 лучшая актриса (Глория Пирес)

## Интересные факты
- Антониу Карлос Пирес, исполнивший роль Аурелиу — отец актрисы Глории Пирес, исполнившей роль Пиерины.
- Жозе Клементе Позенату, автор сценария и книги, появляется в последней сцене фильма в роли фотографа, запечатлевшего встречу двух семей.